# Calamagrostis stenophylla
Calamagrostis stenophylla är en gräsart som beskrevs av Hand.-mazz. Calamagrostis stenophylla ingår i släktet rör, och familjen gräs. Inga underarter finns listade i Catalogue of Life.